# Moeche (stacja kolejowa)
Moeche – Stacja kolejowa kolei wąskotorowej FEVE w Moeche, w Galicji, w Hiszpanii.
| Moeche                         |  |                              |
| Linia Ferrol – Gijón (28,7 km) |  |                              |
| Apallaodległość: 2,0 km        |  | Labacengos odległość: 2,1 km |